# Gregg Johnson
Gregg Johnson (* 18. Juni 1982 in Windsor, Connecticut) ist ein ehemaliger US-amerikanischer Eishockeyspieler, der im Verlauf seiner aktiven Karriere zwischen 2000 und 2010 unter anderem annähernd 150 Spiele in der American Hockey League (AHL) auf der Position des Centers bestritten hat. Darüber hinaus absolvierte Johnson weitere 59 Partien für die Frankfurt Lions und Grizzly Adams Wolfsburg in der Deutschen Eishockey Liga (DEL). Mit den Wolfsburgern wurde im Jahr 2009 Pokalsieger.

## Karriere

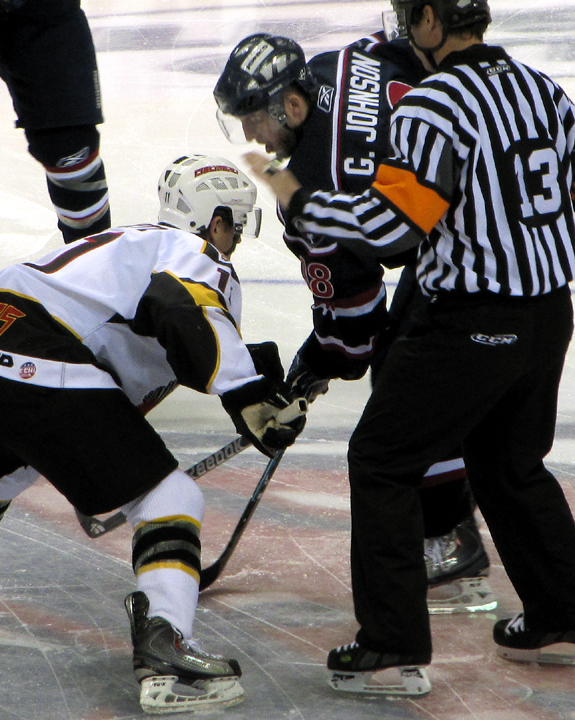
Johnson (hinten) im Trikot der South Carolina Stingrays (2010)

Gregg Johnson begann seine Karriere in der Eishockeymannschaft der Boston University, für die er von 2000 bis 2004 im Spielbetrieb der National Collegiate Athletic Association (NCAA) aktiv war. In dieser Zeit wurde der Center im NHL Entry Draft 2001 in der achten Runde als insgesamt 256. Spieler von den Ottawa Senators aus der National Hockey League (NHL) ausgewählt, für die er allerdings nie spielte. Vor seiner Zeit am College hatte er drei Spielzeiten bei den New England Junior Coyotes in der Eastern Junor Hockey League (EJHL) verbracht.
Gegen Ende der Saison 2003/04 gab Johnson sein Debüt im professionellen Eishockey, als er sechs Spiele für die Binghamton Senators aus der American Hockey League (AHL), das Farmteam Ottawas, bestritt. Auch die folgenden beiden Spielzeiten stand der Linksschütze für Binghamton auf dem Eis, wobei er in der Saison 2004/05 nur vier AHL-Spiele absolvierte und den Rest der Saison für Pee Dee Pride aus der ECHL auflief. Während der Saison 2006/07 stand Johnson sowohl bei den Trenton Titans aus der ECHL, als auch bei den beiden AHL-Klubs Norfolk Admirals und Bridgeport Sound Tigers unter Vertrag. Die folgende Spielzeit begann der Angreifer erneut bei den Sound Tigers, jedoch wechselte er im Laufe der Saison nach Europa, wo er für Saimaan Pallo aus der finnischen SM-liiga und die Frankfurt Lions aus der Deutschen Eishockey Liga (DEL) aktiv war.
Zu Beginn der Saison 2008/09 wurde der US-Amerikaner vom DEL-Klub Grizzly Adams Wolfsburg verpflichtet, bei dem er ein Jahr spielte und Deutscher Pokalsieger wurde. Im Sommer 2009 kehrte Johnson in die Vereinigten zurück und verbrachte die Saison 2009/10 bei den South Carolina Stingrays in der ECHL, nachdem ein Engagement bei den Houston Aeros aus der AHL nicht zustande gekommen war. Anschließend beendete der 28-Jährige im Sommer 2010 seine aktive Karriere.

### International
Mit der U20-Nationalmannschaft der Vereinigten Staaten nahm Johnson an der U20-Junioren-Weltmeisterschaft 2002 teil. Dort belegte er mit der Mannschaft den fünften Platz. In sieben Turnierspielen erzielte der Stürmer dabei ein Tor.

## Erfolge und Auszeichnungen
- 2009 Deutscher Pokalsieger mit den Grizzly Adams Wolfsburg

## Karrierestatistik

### International
Vertrat die USA bei:
- U20-Junioren-Weltmeisterschaft 2002

(Legende zur Spielerstatistik: Sp oder GP = absolvierte Spiele; T oder G = erzielte Tore; V oder A = erzielte Assists; Pkt oder Pts = erzielte Scorerpunkte; SM oder PIM = erhaltene Strafminuten; +/− = Plus/Minus-Bilanz; PP = erzielte Überzahltore; SH = erzielte Unterzahltore; GW = erzielte Siegtore; 1 Play-downs/Relegation; Kursiv: Statistik nicht vollständig)